# ناحیه ازهریه
ناحیه ازهریه (به عربی: دائرة الأزهریة) یک ناحیه در الجزایر است که در استان تسمسیلت واقع شده‌است. ناحیه ازهریه ۱۹٬۷۷۳ نفر جمعیت دارد.